# Jukka-Pekka Siili
Jukka-Pekka Siili, född 17 september 1964, är en finsk regissör och manusförfattare. 

## Filmografi (urval)
- 2008 – Blackout
- 2007 – Ganes
- 2003 – Hymypoika
- 2002 – Jatulintarha
- 1990 – Elossa